# Mesoeconomía
La Mesoeconomía es, junto con la Metaeconomía una de las nuevas entidades que recientemente los economistas interesados por el desarrollo económico introdujeron
al estudio de la economía, tradicionalmente organizado en torno a los dos grandes grupos de la Macroeconomía y la Microeconomía.
La Mesoeconomía, tal como su origen etimológico lo indica, se desarrolla en un nivel intermedio entre la microeconomía y la macroeconomía. Si la "Macro" tiene por unidades de análisis a los Estados nacionales y la "Micro" a las empresas, la Meso se focaliza en el juego de los mercados y las distintas actividades económicas.
El economista Sergio Boisier definió el ámbito de la mesoeconomía como aquel que estudia las interrelaciones entre las instituciones, —FMI, GATT, Ministerios de Hacienda, Bancos Centrales, entre otros, objeto de estudio de la macroeconomía—, y las personas y sus iniciativas individuales como motor del desarrollo económico, área de la microeconomía.
El profesor y economista Emilio Fontela señaló que

El problema más doloroso de la ciencia económica contemporánea es que, entre una microeconomía perfeccionada, profundamente deductiva y estática (que se concentra sobre los equilibrios y reequilibrios de mercados instantáneos que se obtienen por aproximaciones sucesivas), y una macroeconomía más inductiva y dinámica, hay un vacío interpretativo que se refiere a la naturaleza de los sectores económicos, de los territorios y de las instituciones.

 Según el investigador, ese vacío intermedio es el espacio destinado a la mesoeconomía.
Hans-Rudolf Peters estableció que el campo de trabajo de la mesoeconomía abarca sectores, regiones y grupos; y el marco teórico de sus ejes de análisis son la estructura y evolución económica, la economía regional, la economía del medio ambiente, la teoría del asociacionismo y de los grupos y la teoría económica y política.
Con el avance de las comunicaciones los agentes económicos interactúan en mayor medida y los aspectos mesoeconómicos se han vuelto más relevantes.[cita requerida]